# Veteránok napja

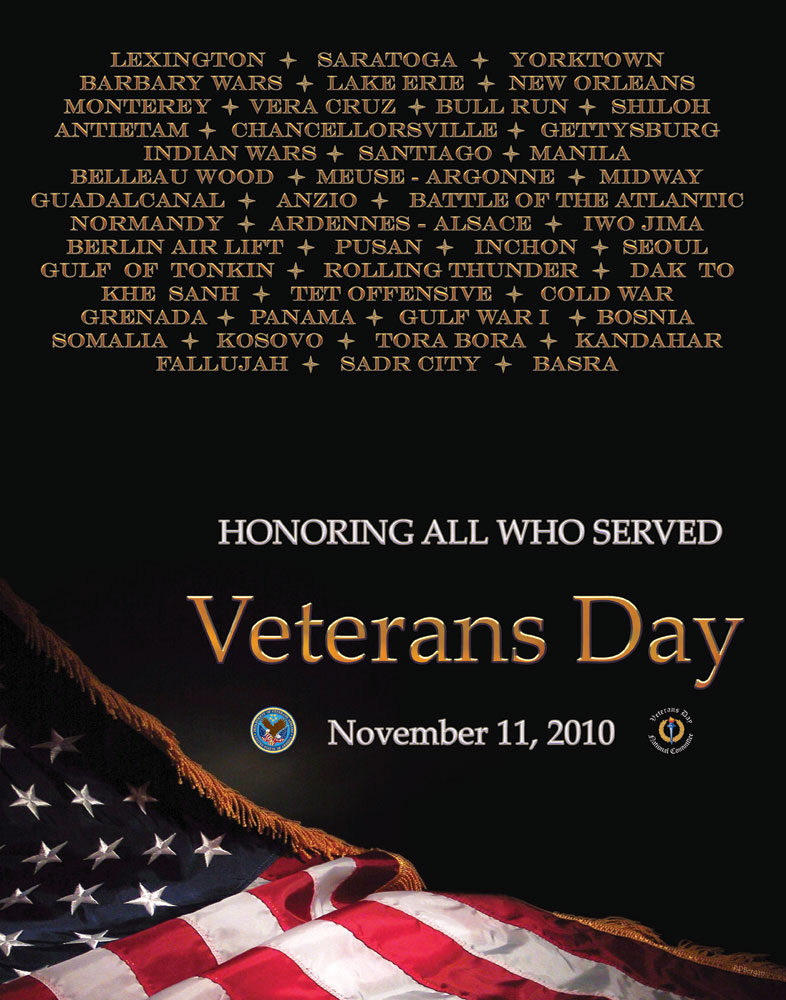
2010-es poszter a veteránok napja ünnepségeire

A veteránok napja (angolul: Veterans Day; korábban fegyverszüneti nap, Armistice Day) szövetségi ünnep az Amerikai Egyesült Államokban, amelyet minden év november 11-én tartanak. Ugyanezen a napon Európában és a világ más országaiban is megemlékezéseket tartanak az első világháborút lezáró compiègne-i fegyverszüneti egyezmény aláírásának emlékére. A fegyverszüneti egyezményt Németország és a szövetséges hatalmak képviselői 1918. november 11-én írták alá és hivatalosan ekkor (a tizenegyedik hónap tizenegyedik napján 11 órakor) értek véget a harccselekmények a nyugati fronton.
Lásd: veterán.

## Története
Az első megemlékezést Thomas Woodrow Wilson amerikai elnök rendelte el 1919. november 11-én, akkor még fegyverszüneti nap (Armistice Day) néven.

„Minket Amerikában a fegyverszüneti nap megemlékezései ünnepélyes büszkeséggel töltenek majd el, amikor a hazájuk szolgálatában elesettek hősiességére emlékezünk, és hálával az általuk kivívott győzelemért, hálával azért, amitől ez megmentett minket és hálával azért a lehetőségért, hogy Amerika megmutathatta a nemzetek közösségének, hogy a béke és az igazságosság pártján áll.”

– 

Hét évvel később, 1926. június 4-én az Amerikai Egyesült Államok Képviselőháza felkérte az akkori elnököt, Calvin Coolidge-ot arra, hogy rendelje el a fegyverszüneti naphoz méltó ünnepségek megtartását. Egy 1938. május 13-án elfogadott törvény pedig hivatalos emléknappá és munkaszüneti nappá nyilvánította november 11-ét az Egyesült Államokban: egy nap, amelyet a világbéke ügyének szentelünk és amelyet "fegyverszüneti nap" néven ismerünk és ünnepelünk.
1953-ban egy kansasi cipésznek, Alvin Kingnek támadt az ötlete, hogy a fegyverszünet napján minden veteránra emlékezzenek, ne csak azokra, akik az első világháborúban harcoltak és estek el. King a második világháború alatt aktív tagja volt az amerikai fegyveres erőkben szolgáló katonák szüleit tömörítő egyesületnek (American War Dads) és hamarosan kampányt indított, hogy a fegyverszüneti napot minden veterán napjává tegyék. A helyi kereskedelmi kamara is támogatta az ötletet, miután tagjainak 90%-a támogatását fejezte ki. A helyi képviselő, Ed Rees támogatásával törvénytervezetet nyújtottak be a képviselőházba, amelyet hamarosan el is fogadtak és Dwight D. Eisenhower 1954. május 26-án aláírásával hitelesítette azt.
A Képviselőház 1954. június 1-jén változtatta meg az emléknap nevét veteránok napjára és ettől fogva minden évben megünnepelték.
A november 11-én tartott megemlékezéseket 1971-től minden év októberében a hónap negyedik hétfőjén tartották, de 1978-ban ezt a változtatást elvetették és az emléknapot ezután november 11-én tartották.

## Megemlékezések
A Veteránok napja szövetségi emléknap és iskolaszüneti nap. Egy 2010-es felmérés alapján a magánszférában a vállalatok 21%-a tervezte, hogy 2011-ben megemlékeznek a veteránok napjáról és munkaszüneti napot adnak dolgozóiknak.
Iowa állam helyi rendelete szerint az államban minden munkavállalónak munkaszüneti nap jár, ha valaha szolgált az Egyesült Államok fegyveres erőinek kötelékében (kivéve, ha a munkaadónak ez különösen nagy gazdasági vagy üzemelési gondokat okozna).
Országszerte a legtöbb szövetségi hivatal ilyenkor zárva van, a posta sem üzemel. A szövetségi dolgozóknak ez fizetett munkaszüneti nap, és azoknak, akiknek mindenképpen dolgozniuk kell, pótlék is jár. Az emléknapon szokás raviolit enni. Ez oda vezethető vissza, hogy a frontról visszatérő katonák közül Wilson elnök kétezret meghívott a Fehér Házba egy fogadásra és utasította a szakácsát, hogy készítsen raviolit, amely akkoriban terjedt el az amerikai háztartásokban.
A hivatalos megemlékezést az Arlingtoni Nemzeti Temetőben tartják: megkoszorúzzák az Ismeretlen Katona emlékművét, amit ünnepi megemlékezés követ.

## Fordítás
- Ez a szócikk részben vagy egészben  a   Veterans Day című angol Wikipédia-szócikk ezen változatának fordításán alapul.  Az eredeti cikk szerkesztőit annak laptörténete sorolja fel. Ez a jelzés csupán a megfogalmazás eredetét és a szerzői jogokat jelzi, nem szolgál a cikkben szereplő információk forrásmegjelöléseként.